# Estación de Tsukimino
Tsukimino (つきみ野駅 Tsukimino-eki?) es una estación de ferrocarril situada en la ciudad de Yamato, Kanagawa. Forma parte de la línea Den-en-toshi. Su código es DT26.

## Historia
La estación se inaugura en 1975. . En aquel entonces, era la estación terminal y contaba con una sola vía  En 1984, la línea Den-en-toshi se extendió hasta la estación de Chuo-rinkan y se convirtió en una parada intermedia. En 2018 se instalan las puertas de andén. En 2019, debido a revisiones de horarios, en esta estación pasan a para los trenes del servicio semiexprés.

## La estación
Se trata de una estación que cuenta con dos andenes laterales que dan servicio a una vía cada uno.

## Servicios ferroviarios
| procedencia/destino | < estación  | Línea | estación >                     | destino/procedencia                 |
| ------------------- | ----------- | ----- | ------------------------------ | ----------------------------------- |
| Chuo-rinkan         | Chuo-rinkan |       | Minami-machida Grandberry Park | Shibuya・Oshiage(Skytree)・Kasukabe |

## Galería de fotos

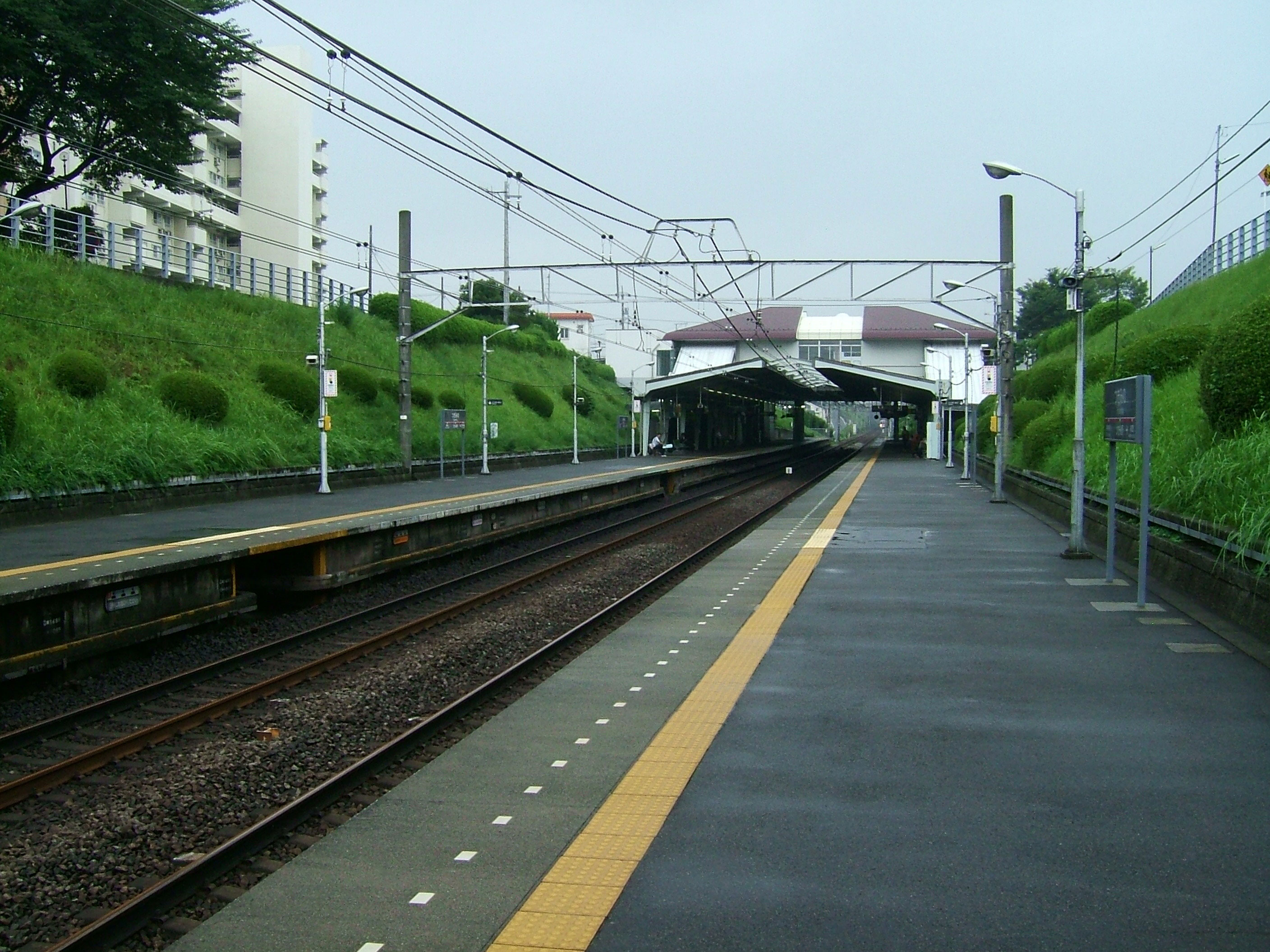
Andén (28 de agosto de 2008)